# Camillo VII Massimo
Francesco Massimo, IV marquis de Roccasecca, également connu sous le nom de Camillo VII (Rome, 27 septembre 1730 - Naples, 20 février 1801) est un noble italien, diplomate et dignitaire papal.

## Biographie
Francesco Massimo, IV marquis de Roccasecca appartenait à la célèbre famille romaine dont les origines une généalogie improbable remonte à la Gens Fabia de la Rome antique ; son père était le marquis Filippo (1684-1735) et sa mère Isabella Fiammetta Soderini (1699-1744). 
Orphelin de ses parents dans l'enfance, il eut pour tuteur un oncle maternel qui le fit étudier à Turin.
En 1746, son nom figurait parmi ceux des soixante « patriciens conscrits » répertoriés dans la bulle Urbem Romam de Benoît XIV. 
Depuis lors, Francesco Camillo VII a souvent eu accès aux magistratures du Campidoglio et à la cour papale. 
En 1765, il épousa une riche héritière, Barbara Savelli Palombara (1750-1826), qui, entre autres, apporta la Villa Palombara à l'Esquilin en dot. 
En 1769, il fut nommé surintendant général de la poste pontificale, un bureau à vie qui lui procura le contrat des services postaux dans les États pontificaux et fut ensuite confirmé à tous les premiers-nés Massimo jusqu'au prince Léon (Camillo XII). 
En 1775, le pape Pie VI le retira de toute fonction publique parce que François avait montré de l'allégresse lorsque, pendant le conclave, on crut que le cardinal Braschi, c'est-à-dire le futur Pie VI, ne pourrait pas devenir pape ; mais François réussit bientôt à rentrer dans les bonnes grâces du pape et récupéra le contrat du service postal.
En 1796, il fut nommé colonel de la milice civique ; et l'année suivante, il fait partie de l'état-major général du général Michelangelo Alessandro Colli-Marchini, le commandant de l'armée papale tué par les troupes françaises. 
Le 19 février 1797, Francesco Massimo faisait partie de la délégation diplomatique qui, dirigée par le cardinal Alessandro Mattei, avait pour tâche de négocier la reddition papale, signée plus tard avec le traité de Tolentino (19 février 1797), avec François Cacault et Napoléon Bonaparte. 
Le 11 mars 1797 il est nommé représentant diplomatique auprès de Napoléon. Massimo était considéré comme la personne la plus apte à servir de médiateur entre la cour pontificale et la France car il était laïc et était considéré comme pro-français car, ayant étudié à Turin, il connaissait bien la culture française. 
Une anecdote bien connue remonte probablement à cette époque : à Bonaparte qui lui avait demandé s'il était vrai que Massimo descendait de Quintus Fabius Maximus, il avait répondu que cela ne pouvait pas être certain, mais que de toute façon cette rumeur avait circulé dans sa famille pendant une douzaine de siècles.
Le 28 juillet 1797, il présente les lettres de créance d'ambassadeur de Pie VI à Paris ; sa principale activité diplomatique en France consistait à négocier le rétablissement du culte catholique en France. 
La mission cessa brusquement lorsque la nouvelle parvint à Paris de l'assassinat du général Léonard Duphot à Rome (28 décembre 1797) et que Massimo fut assigné à résidence. 
Le 6 mars 1798, il fut libéré et put retourner à Rome où s'eut entre-temps établie la République romaine (1798-1799), à laquelle il dut alors remettre les papiers diplomatiques. 
Lors de la restauration éphémère qui suivit l'invasion de Rome par l'armée napolitaine qui, sous le commandement de von Mack, tenta de rétablir l'autorité papale, Massimo fit partie de la régence provisoire. 
Cependant, la défaite de Mack à Civita Castellana entraîne le retour de l'armée française à Rome (11 décembre 1798) : Massimo se réfugia d'abord à Naples puis, lors de l'instauration de la République parthénopéenne (1799), à Corfou. 
À Rome, il fut condamné à mort par contumace (3 avril 1799) et ses biens furent confisqués. Il ne revint à Rome qu'après la chute de la République romaine (27 septembre 1799) et reprit sa place dans la junte gouvernementale suprême.
Il est mort à Naples en 1801 et fut enterré dans l'église de Santa Maria della Vittoria, à Chiaia.